# Coupe de Catalogne de water-polo masculin
Pour les articles homonymes, voir Coupe de Catalogne.
La coupe de Catalogne de water-polo masculin est une compétition annuelle jouée entre les meilleurs clubs catalan de water-polo. 
Depuis la saison 2006-2007, elle remplace le championnat de Catalogne et a lieu en ouverture de la saison de la division d'honneur masculine espagnole dont la majorité des équipes sont installées en Catalogne.
Les cinq premières éditions sont remportées par le Club Natació Atlètic-Barceloneta, également vainqueur des cinq championnats et coupes du Roi correspondants.

## Palmarès
- Octobre 2006 : Club Natació Atlètic-Barceloneta[1]
- Septembre 2007 : Club Natació Atlètic-Barceloneta[2]
- Septembre 2008 : Club Natació Atlètic-Barceloneta[3]
- Octobre 2009 : Club Natació Atlètic-Barceloneta[4]
- Octobre 2010 : Club Natació Atlètic-Barceloneta[5].
- Janvier 2012 : Club Natació Terrassa[6]